# Cité judiciaire de Paris
Ne doit pas être confondu avec le Palais de justice de Paris historique

Le tribunal de Paris (une des composantes de la cité judiciaire) en juin 2020.

La Cité judiciaire de Paris est un complexe architectural situé porte de Clichy dans le quartier des Batignolles du 17e arrondissement de Paris. La Cité est constituée du Tribunal de Paris destiné à abriter d'une part, la Maison de l'ordre des avocats (MOdA), le tribunal d'instance issu de la fusion des tribunaux d'instance répartis dans chacun des vingt arrondissements de la capitale et le tribunal de grande instance de Paris, et d'autre part le 36, rue du Bastion, qui abrite la direction régionale de la police judiciaire.
Le tribunal de grande instance de Paris et la direction régionale de la police judiciaire étaient auparavant à l'étroit dans leurs bâtiments respectifs situés sur l'île de la Cité : le premier au Palais de justice, le second au 36, quai des Orfèvres.

## Tribunal de Paris
Le tribunal de Paris rassemble les vingt tribunaux d'instance de la capitale avec le tribunal de grande instance de Paris (TGI), le tribunal de police, le tribunal pour enfants et le tribunal des affaires de sécurité sociale.
Le tribunal de Paris comporte en tout 88 500 m2 de surface dont 29 000 m2 de bureaux et 9 400 m2 pour les 90 salles d'audience (dont deux réservées pour les procès hors-norme). L'ensemble totalise un budget de plus de 800 M€. L'immeuble a 38 étages.
Le déménagement est concomitant d’une nouvelle organisation « en pôles spécialisés » du TGI (urgence civile, urgence pénale, économique et commerciale, social).

## Direction régionale de la police judiciaire

Le Bastion est le siège de la DRPJ de Paris depuis septembre 2017.

Les nouveaux locaux de la police judiciaire offrent 5 000 m2 supplémentaires par rapport au 36, quai des Orfèvres (soit 30 000 m2), et se présentent sous la forme d'un immeuble de six étages, disposant d'au moins deux niveaux en sous-sols pour accueillir entre 200 et 300 places de parkings pour les voitures sérigraphiées ou banalisées. La façade du rez-de-chaussée de cet édifice ultramoderne et hypersécurisé est bétonnée, pour prévenir une attaque kamikaze et le vitrage est renforcé à l'épreuve des balles. Un maillage de caméras de vidéosurveillance et des hommes en faction protègent les abords.

## Maison de l'ordre des avocats (MOdA)
Le bâtiment qui accueille le barreau de Paris a été inauguré en décembre 2019 et est opérationnel depuis mars 2020.